# José Barroso (football)
Pour les articles homonymes, voir José Barroso et Barroso.
José Barroso, de son nom complet José Alberto da Mota Barroso, est un footballeur portugais né le 26 août 1970 à Braga. Il évoluait au poste de milieu défensif.

## Biographie

### Carrière en club
Il commence sa carrière professionnelle en tant que joueur du Sporting Braga en 1990,,,.
Il joue peu en équipe première durant ses deux premières saisons. Il est prêté lors de la saison 1992-1993 au Rio Ave FC,,.
De retour à Braga, il s'impose comme titulaire durant trois saisons au sein du club,,.
Transféré en 1996 au FC Porto, il remporte notamment lors de son passage au club une Coupe du Portugal en 1998 et deux titres de Champion du Portugal en 1997 et 1998,,.
Avec le club portista, il participe à deux reprises à la phase finale de la Ligue des champions, lors des saisons 1996-1997 et 1997-1998. Il est quart de finaliste de cette compétition en 1997, en étant battu par l'équipe anglaise de Manchester United.
Lors de la saison 1998-1999, il est joueur de l'Académica de Coimbra,,.
En 1999, il revient dans son club formateur le Sporting Braga,,.
C'est avec cette équipe qu'il réalise sa meilleure performance, lors de la saison 2002-2003, où il marque 12 buts. Cette saison là, il est l'auteur de trois doublés.
Après six saisons dans ce club, il raccroche les crampons à l'issue de la saison 2004-2005,,.
Le bilan de sa carrière en club s'élève à 327 matchs en première division portugaise, pour 55 buts inscrits, et 12 rencontres en Ligue des champions.

### Carrière en équipe nationale
International portugais, il reçoit une unique sélection en équipe du Portugal. Le 26 janvier 1995, il joue contre le Canada dans le cadre de la SkyDome Cup (match nul 1-1 à Toronto). La compétition est remportée par le Portugal.

### Carrière d'entraîneur
Il entraîne des clubs amateurs après sa carrière de joueur comme le Vieira SC, Porto D'Ave et le SC Maria da Fonte.

## Palmarès

### Palmarès en club
FC Porto
| - Championnat du Portugal (2) : - Champion : 1996-97 et 1997-98. - Coupe du Portugal (1) : - Vainqueur : 1997-98. |  | - Supercoupe du Portugal (1) : - Vainqueur : 1996. |

### Palmarès en sélection
Portugal
- SkyDome Cup (1) :
  - Vainqueur : 1995.